# Vicente Luque
Pour les articles homonymes, voir Luque.
 (juin 2023).
Si vous disposez d'ouvrages ou d'articles de référence ou si vous connaissez des sites web de qualité traitant du thème abordé ici, merci de compléter l'article en donnant les références utiles à sa vérifiabilité et en les liant à la section « Notes et références ».
 (juillet 2024).
La mise en forme du texte ne suit pas les recommandations de Wikipédia : il faut le « wikifier ».
Les points d'amélioration suivants sont les cas les plus fréquents :
- Les titres sont pré-formatés par le logiciel. Ils ne sont ni en capitales, ni en gras.
- Le texte ne doit pas être écrit en capitales (les noms de famille non plus), ni en gras, ni en italique, ni en « petit »…
- Le gras n'est utilisé que pour surligner le titre de l'article dans l'introduction, une seule fois.
- L'italique est rarement utilisé : mots en langue étrangère, titres d'œuvres, noms de bateaux, etc.
- Les citations ne sont pas en italique mais en corps de texte normal. Elles sont entourées par des guillemets français : « et ».
- Les listes à puces sont à éviter, des paragraphes rédigés étant largement préférés. Les tableaux sont à réserver à la présentation de données structurées (résultats, etc.).
- Les appels de note de bas de page (petits chiffres en exposant, introduits par l'outil «  Source ») sont à placer entre la fin de phrase et le point final[comme ça].
- Les liens internes (vers d'autres articles de Wikipédia) sont à choisir avec parcimonie. Créez des liens vers des articles approfondissant le sujet. Les termes génériques sans rapport avec le sujet sont à éviter, ainsi que les répétitions de liens vers un même terme.
- Les liens externes sont à placer uniquement dans une section « Liens externes », à la fin de l'article. Ces liens sont à choisir avec parcimonie suivant les règles définies. Si un lien sert de source à l'article, son insertion dans le texte est à faire par les notes de bas de page.
- La présentation des références doit suivre les conventions bibliographiques. Il est recommandé d'utiliser les modèles {{Ouvrage}}, {{Chapitre}}, {{Article}}, {{Lien web}} et/ou {{Bibliographie}}. Le mode d'édition visuel peut mettre en forme automatiquement les références.
- Insérer une infobox (cadre d'informations à droite) n'est pas obligatoire pour parachever la mise en page.

Pour une aide détaillée, merci de consulter Aide:Wikification.
Si vous pensez que ces points ont été résolus, vous pouvez retirer ce bandeau et améliorer la mise en forme d'un autre article.
Vicente Catta Preta Luque, né le 27 novembre 1991 à Westwood dans le New Jersey, est un pratiquant brésilien d'arts martiaux mixtes (MMA). Il combat dans la catégorie des poids mi-moyens à l'Ultimate Fighting Championship, où il est actuellement classé 13e.

## Biographie
Vicente Luque est né à Westwood dans le New Jersey, le 27 novembre 1991, d'une mère brésilienne et d'un père chilien. Sa grand-mère maternelle était diplomate et, par conséquent, sa mère a été principalement élevée au Chili, où elle a rencontré et épousé son père avant de déménager aux États-Unis. Luque a été élevé trilingue, parlant portugais, espagnol et anglais.
Luque a commencé à s'entraîner dans diverses formes d'arts martiaux dans sa jeunesse, initialement le karaté à l'âge de trois ans. Quand Vicente avait six ans, ses parents se sont séparés et il a déménagé au Brésil avec sa mère, où il a continué à s'entraîner au karaté jusqu'à l'âge de dix ans. Après un passage au football, il a commencé à s'entraîner au muay-thaï et au jiu-jitsu brésilien à l'adolescence avant de passer aux arts martiaux mixtes en 2008. En 2021, il a été promu ceinture noire à la fois au jiu-jitsu brésilien et à la lutte libre le même jour.

## Vie privée
Vicente Luque et sa femme Carol ont un fils, prénommé Bento né en mai 2021 à Brasília au Brésil.

## Palmarès en arts martiaux mixtes
| 35 combats     | 23 victoires | 11 défaites |
| Par KO         | 11           | 2           |
| Par soumission | 9            | 3           |
| Sur décision   | 3            | 6           |
| Égalités       | 1            | 1           |

| Résultat | Record  | Adversaire       | Méthode                              | Événement                               | Date            | Round | Temps | Lieu                                  | Notes                     |
| -------- | ------- | ---------------- | ------------------------------------ | --------------------------------------- | --------------- | ----- | ----- | ------------------------------------- | ------------------------- |
| Défaite  | 23-11-1 | Kevin Holland    | Soumission (étranglement brabo)      | UFC 316 : Dvalishvili contre O'Malley 2 | 7 juin 2025     | 2     | 1:03  | Newark, New Jersey, États-Unis        |                           |
| Victoire | 23-10-1 | Themba Gorimbo   | Soumission (étranglement anaconda)   | UFC 310                                 | 9 décembre 2024 | 1     | 0:52  | Las Vegas, Nevada, États-Unis         | Performance de la soirée. |
| Défaite  | 22-10-1 | Joaquin Buckley  | TKO (coups de poing)                 | UFC Fight Night: Blanchfield vs. Fiorot | 30 mars 2024    | 2     | 3:17  | Atlantic City, New Jersey, États-Unis |                           |
| Victoire | 22-9-1  | Rafael dos Anjos | Décision unanime                     | UFC Fight Night: Luque vs. Dos Anjos    | 12 août 2023    | 5     | 5:00  | Las Vegas, Nevada, États-Unis         |                           |
| Défaite  | 21-9-1  | Geoff Neal       | KO (coup de poing)                   | UFC on ESPN: Santos vs. Hill            | 6 août 2022     | 3     | 2:01  | Las Vegas, Nevada, États-Unis         |                           |
| Défaite  | 21-8-1  | Belal Muhammad   | Décision unanime                     | UFC Fight Night: Luque vs. Muhammad     | 16 avril 2022   | 5     | 5:00  | Las Vegas, Nevada, États-Unis         |                           |
| Victoire | 21-7-1  | Michael Chiesa   | Soumission (brabo choke)             | UFC 265                                 | 7 août 2021     | 1     | 3:25  | Houston, Texas, États-Unis            | Performance de la soirée. |
| Victoire | 20-7-1  | Tyron Woodley    | Soumission (brabo choke)             | UFC 260                                 | 27 mars 2021    | 1     | 3:56  | Las Vegas, Nevada, États-Unis         | Combat de la soirée.      |
| Victoire | 19-7-1  | Randy Brown      | KO (coup de genou et coups de poing) | UFC Fight Night: Brunson vs. Shahbazyan | 1er août 2020   | 2     | 4:56  | Las Vegas, Nevada, États-Unis         | Performance de la soirée. |
| Victoire | 18-7-1  | Niko Price       | TKO (arrêt de l’arbitre)             | UFC 259                                 | 9 mai 2020      | 3     | 3:37  | Jacksonville, États-Unis              |                           |
| Défaite  | 17-7-1  | Stephen Thompson | Décision unanime                     | UFC 244                                 | 2 novembre 2019 | 3     | 5:00  | New York, États-Unis                  | Combat de la soirée.      |
| Victoire | 17-6-1  | Mike Perry       | Décision partagée                    | UFC Fight Night: Montevideo             | 10 août 2019    | 3     | 5:00  | Montevideo, Uruguay                   | Combat de la soirée.      |